# Eididh nan Clach Geala
Der Eididh nan Clach Geala ist ein als Munro und Marilyn eingestufter, 927 m (3.041 ft) hoher Berg in den schottischen Highlands. Sein gälischer Name kann in etwa mit Netz der weißen Steine übersetzt werden. Er liegt in einer kleinen Berggruppe in den Northwest Highlands, gut 55 Kilometer nordwestlich von Inverness und etwa 18 Kilometer südöstlich von Ullapool.
Die kleine, weit abseits bestehender Ansiedlungen in einer rauen Berglandschaft liegende Berggruppe östlich von Ullapool wird nach dem 1.084 m (3.556 ft) hohen Beinn Dearg, ihrem höchsten Gipfel, auch als „The Deargs“ bezeichnet. Die übrigen Munros der Gruppe sind neben dem Eididh nan Clach Geala der 978 m (3.209 ft) hohe Cona’ Mheall und der 977 m (3.205 ft) hohe Meall nan Ceapraichean. Der Eididh nan Clach Geala ist der nördlichste Munro der Gruppe. Ihm südlich benachbart ist der Meall nan Ceapraichean. Beide Gipfel umschließen das sich nach Westen öffnende Coire Lochan a’ Chnapaich mit dem gleichnamigen Lochan a’ Chnapaich mit steilen, teils felsdurchsetzten Flanken. Über einen Sattel auf rund 760 m Höhe, der zugleich den Talschluss des Coire Lochan a’ Chnapaich bildet, sind beide benachbarten Berge verbunden. Der Sattel bildet zugleich die Wasserscheide zwischen Nordsee und Schottischer See. Von diesem Sattel aus führt der Gipfelgrat des Eididh nan Clach Geala zunächst nach Nordwesten bis zum durch einen Cairn markierten Gipfel. Von dort verläuft der Grat zunächst nach Westsüdwest, um dann allmählich nach Westnordwest bis zum Druim na Saobhaidhe zu führen. Südlich des Gipfelbereichs fällt der Eididh nan Clach Geala mit steilen, felsdurchsetzten Flanken in das Coire Lochan a’ Chnapaich ab. Weiter westlich besteht die Südseite des Druim na Saobhaidhe aus moderater bis in das als Gleann na Sguaib bezeichnete Tal des River Lael reichenden, gras- und heidebestandenen Hängen. Die Nordseite des Gipfelgrats besitzt direkt westlich des Hauptgipfels ebenfalls steiler und felsdurchsetzt abfallende Flanken, weiter westlich flacht der Grat auch auf dieser Seite deutlich ab. Nach Nordosten fällt der Eididh nan Clach Geala zunächst moderat bis auf ein Plateau mit einzelnen Seen und kleineren Kuppen etwa 850 m Höhe ab. Vom Nordrand dieses Plateaus fällt das Massiv schließlich mit steilen Felswänden in das Coire an Lochain Sgeirich ab, an die sich nach Nordosten und Westen flachere Grate mit gras- und heidebedeckten Flächen anschließen.

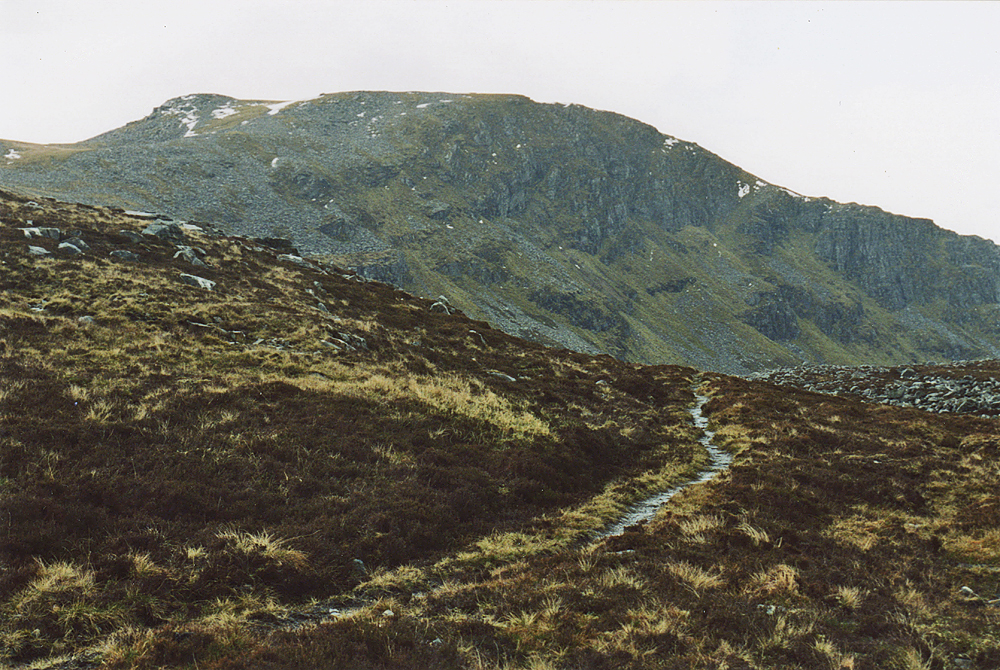
Der Weg in das Coire Lochan a’ Chnapaich mit Blick auf die Südseite des Eididh nan Clach Geala
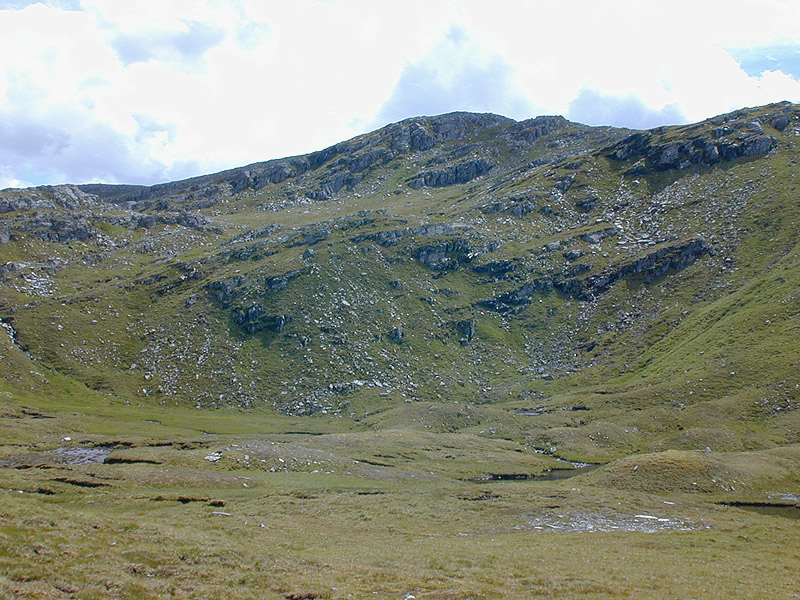
Blick aus dem Coire an Lochain Sgeirich auf die Nordseite des Eididh nan Clach Geala
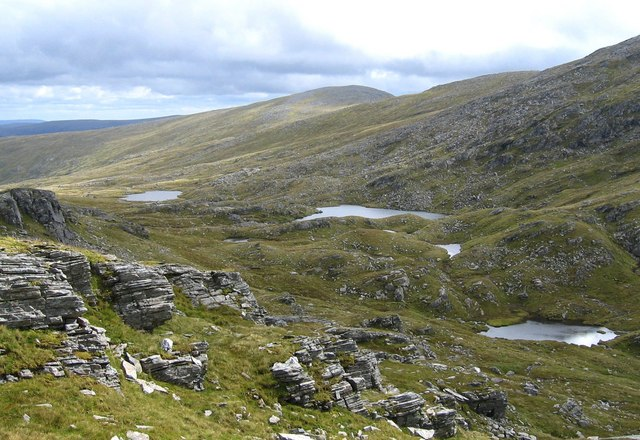
Der Sattel zwischen Eididh nan Clach Geala und Meall nan Ceapraichean bildet die Wasserscheide zwischen Nordsee und Schottischer See, die beiden Tümpel im Vordergrund entwässern nach Westen, der dritte im Hintergrund in Richtung Nordsee
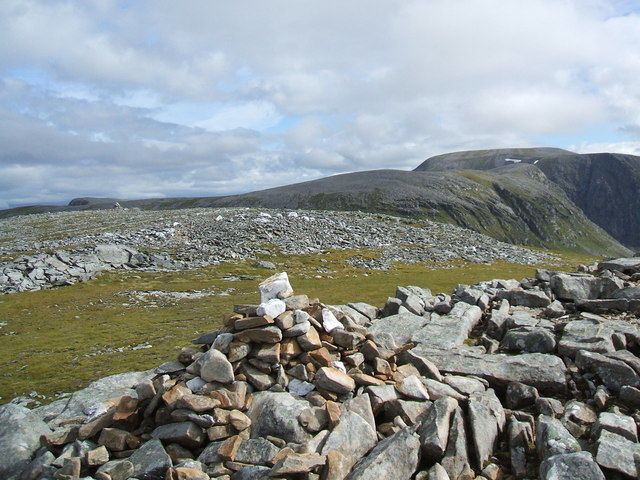
Der Gipfelcairn des Eididh nan Clach Geala, im Hintergrund der Meall nan Ceapraichean und der Beinn Dearg

Die „Deargs“ liegen in einer seit den Highland Clearances nicht mehr besiedelten einsamen Bergwelt weitab öffentlicher Straßen und erfordern lange Zustiege. Die meisten Munro-Bagger kombinieren daher eine Besteigung aller vier Munros der Gruppe. Der kürzeste Zugang beginnt an einem Parkplatz an der A835 bei der kleinen Ansiedlung Inverlael am Südende von Loch Broom. Er führt durch das Gleann na Sguaib nach Osten bis unterhalb des Druim na Saobhaidhe, dann ansteigend auf diesen Grat und weiter zum Gipfel. Über den Sattel zum Meall nan Ceapraichean besteht ein Übergang zu den weiteren Munros der Gruppe. Alternativ kann auch über das vom Gleann na Sguaib abzweigende Gleann a’ Mhadaidh der Nordostgrat und das Plateau oberhalb des Coire an Lochain Sgeirich erreicht werden, an das sich der Gipfel südlich anschließt.